# 金融モラトリアム
金融モラトリアム（きんゆうモラトリアム、英: Debt Moratorium）は、 債務または義務の支払いの遅延。 天災や災害などの事情から融資の返済が困難になった債権者に対して支払いを一定期間猶予することを指す言葉である。 
この用語は一般に、政府による行為を指すために利用される。 道徳法とは通常、 政治的または商業的ストレスの特別な時期に組まれる。たとえば、 仏 プロイセン戦争中の時期に、 フランス政府は強制法を可決している。 国際的有効性は詳細に議論され、 イギリスの法律事件Rouquette v Overman （1875）LR 10 QBで支持された。 債務一時停止は一般的に債権者は反対される。 
債務モラトリアムの擁護者は、 国の政府による、債権者への債務の支払いを一時停止するという主権的な決定であると主張。 債務一時停止は、債務の支払いの完全な停止、または部分的な停止の形をとることがある。たとえば、 ペルーの アランガルシア大統領の政府は、いわゆる「Ten Per Cent Solution」を実施。そこでは、輸出収入の10％だけが借金の支払いに充てられることが発表された。 
一時的に債務停止を宣言した国は、ペルー、 パキスタン 、  ブラジル 、 メキシコ 、 ロシア 、およびアルゼンチン。 このグループに最近追加されたのはエクアドルで 、2008年11月14日に対外債務の技術モラトリアムに入った。 エクアドルは2012年債の支払いをすべて停止したが、2015年債は継続。 ドバイ政府が所有する投資会社ドバイワールドも2009年11月に債務停止を宣言した。 
格付け機関などにおいては、債務者主導による金融モラトリアム宣言を特に「デフォルト（債務不履行）」という。

## 語源
ラテン語で「遅延」を意味する"mora"から派生した「遅延する」という意味で用いられる"morari"を語源としている。
しかし、アメリカの精神分析者のエリク・ホーンブルガー・エリクソンが心理学用語として「モラトリアム」という用語を使ったため、それと区別するために便宜的に「金融モラトリアム」という呼称を用いている。
また、上述の心理学用語の「モラトリアム」も「心理社会的モラトリアム」として区別されることがある。

## 実例

### 日本
- 1923年に起きた関東大震災後には「緊急勅令」の形で行われた[8]
- 1927年に起きた昭和金融恐慌の際には「緊急勅令」の形で行われた[8]
- 1995年の阪神・淡路大震災後は、被災地の企業に対して手形の支払いが猶予される措置が取られた[8]
- 2009年にはリーマンショックを受けて、「中小企業者等に対する金融の円滑化を図るための臨時措置に関する法律」（通称：モラトリアム法）が制定された[9]

### アメリカ
- 1931年にアメリカのフーバー大統領が「フーヴァーモラトリアム」という、一年間の支払い猶予措置をとった[10]

### ドイツ
- 2020年に支払いモラトリアム法を施行し、長期に渡る消費者契約に関する支払い猶予期間を消費者と小規模事業者に設けるとともに、2020年3月時点で倒産の恐れがあった企業に対して同年9月末までの猶予を設けた[11][12]

## リスク
金融モラトリアムは、返済するつもりのない融資を受け、あとは知らんぷりという悪質な借り手が出る場合もあり、融資を受ける側のモラルハザードを引き起こす恐れもある。

## 関連リンク
- モラトリアム
- 中小企業者等に対する金融の円滑化を図るための臨時措置に関する法律
- フーヴァーモラトリアム
- 大名貸#お断わり